# Rejon jamalski
Rejon jamalski (ros. Ямальский район) – rejon wchodzący w skład położonego w północnej Rosji Jamalsko-Nienieckiego Okręgu Autonomicznego.
Ośrodkiem administracyjnym rejonu jest wieś Jar - Sale. Na terenie tej jednostki administracyjnej nie ma ośrodków miejskich.
Rejon ma powierzchnię 117 410 km.² i jest 2. co do wielkości rejonem  Jamalsko-Nienieckiego Okręgu Autonomicznego.
Rejon leży na terenie Półwyspu Jamał. Zdecydowaną część powierzchni tego obszaru stanowi tundra. Główną rzeką tych obszarów jest Ob.
Z racji położenia w północnej części Syberii obszar ten posiada  bardzo surowy klimat, co powoduje, iż zaludnienie jest bardzo niskie. Obszar ten zamieszkuje zaledwie 15 478 osób (2005 r.), co oznacza, iż gęstość zaludnienia wynosi 0,13 os./km.²  W rejonie, na tak rozległym terytorium znajduje się jedynie 18 wsi, a także pewna liczba obozowisk koczowników, jako że część autochtonicznej populacji wiedzie tradycyjny tryb życia.
Ludność stanowią głównie Nieńcy – rdzenni mieszkańcy tej części Syberii oraz pewna liczba osadników europejskich. głównie Rosjan.
Skład narodowościowy: (w 1989 r.; od tej pory wskutek emigracji zmniejszył się udział w populacji Rosjan i innych osadników):
Nieńcy: 47,5%
Rosjanie: 34,4%
Ukraińcy: 6,7%
Tatarzy: 3,4%
Chantowie: 1,8%
Białorusini: 1,6%
Na terenie Rejonu do transportu służą drogi wodne oraz samoloty. W budowie jest linia kolejowa.

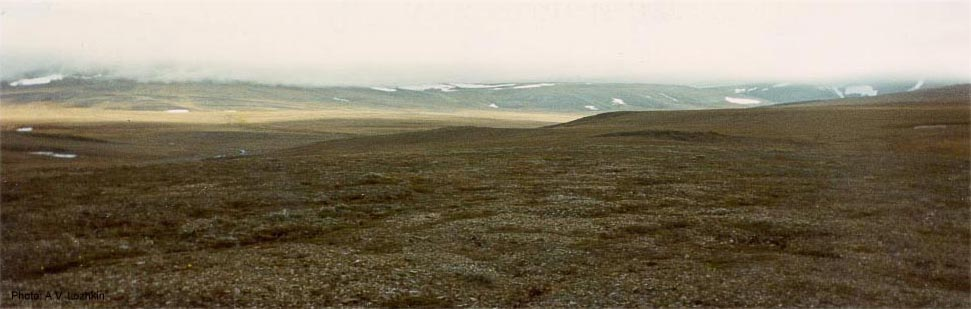
tundra syberyjska – typowy krajobraz Rejonu